# Liste de compositeurs de la période classique
Cette page dresse une liste de compositeurs de la période classique, soit la deuxième moitié du XVIIIe siècle.

## Compositeurs allemands
- Georg Philipp Telemann (1681-1767)
- Johann Melchior Molter (1696-1765)
- Johann Gottlieb Graun (1703-1771)
- Carl Heinrich Graun   (1704-1759)
- Johann Gottlieb Janitsch (1708-1763)
- Christoph Schaffrath (1709-1763)
- Wilhelm Friedemann Bach (1710–1784)
- Frédéric II de Prusse (1712-1786)
- Carl Philipp Emanuel Bach (1714–1788)
- Christoph Willibald Gluck (1714–1787)
- Ludwig Christian Hesse (1716-1772)
- Leopold Mozart (1719-1787)
- Johann Philipp Kirnberger (1721-1783)
- Karl Friedrich Abel (1723–1787)
- Christian Ernst Graf (Graaf) (1723-1804)
- Johann Baptist Wendling (1723-1797)
- Anne-Amélie de Prusse (1723-1787)
- Franz Beck (1723-1809)
- Christlieb Siegmund Binder (1723-1789)
- Johann Wilhelm Hertel (1727-1789)
- Johann Gabriel Meder (1729-1800)
- Christian Cannabich (1731-1798)
- Johann Christoph Friedrich Bach (1732-1795)
- Anton Fils (1733-1760)
- Joseph Schmitt (1734-1791)
- Johann Christian Bach (1735–1782)
- Johann Schobert (1735-1767)
- Ignaz Fränzl (1736-1811)
- Carl Friedrich Christian Fasch (1736-1800)
- Johann Christian Stumpf (1737-1801)
- Ernst Eichner (1740-1777)
- Conrad Breunig (1741-1816)
- Maria Carolina Wolf (1742-1820)
- Christian Gottfried Telonius (1742-1802)
- Johann Melchior Dreyer (1747-1824)
- Johann Franz Xaver Sterkel (1750-1817)
- Joseph Martin Kraus (1756-1792)
- F. L. Æ. Kunzen (1761-1817)
- Franz Tausch (1762-1817)
- Peter Ritter (1763-1846)
- Karl Theodor Toeschi (1768-1843)
- Johann Friedrich Schubert (1769-1811)
- Ludwig van Beethoven (1770–1827)
- Carl Cannabich (1771–1806)
- Franz Seraph von Destouches (1772-1844)
- Johann Nepomuk Hummel (1778–1837)

## Compositeurs autrichiens
- Joseph Umstatt (1711-1762)
- Ignaz Holzbauer (1711-1783)
- Georg Christoph Wagenseil (1715–1777)
- Georg Matthias Monn (1717-1750)
- Wenzel Raimund Birck (1718-1763)
- Josef Starzer (1726-1787)
- Amandus Ivanschiz (1727-1758)
- Franz Aspelmayr (1728-1786)
- Florian Leopold Gassmann (1729–1774)
- Joseph Haydn (1732–1809)
- Karl von Ordóñez (1734-1786)
- Johann Georg Albrechtsberger (1736–1809)
- Michael Haydn (1737–1806)
- Leopold Hofmann (1738-1793)
- Karl Ditters von Dittersdorf (1739–1799)
- Marianna von Martinez (Marianne de Martines) (1744-1812)
- Ignaz Umlauf (1746-1796)
- Johannes Matthias Sperger (1750-1812)
- Johann Baptist Schenk (1753–1836)
- Franz Anton Hoffmeister (1754–1812)
- Wolfgang Amadeus Mozart (1756–1791)
- Anton Teyber (1756-1822)
- Ignace Joseph Pleyel (1757–1831)
- Anton Eberl (1765–1807)
- Anton Diabelli (1781-1858)

## Compositeurs belges (Pays-Bas autrichiens et principauté de Liège)
- Jean-Noël Hamal (1709-1778)
- Herman-François Delange (1715-1781)
- Antoine Mahaut (1719-1785)
- Pierre Van Maldere (1729-1768)
- Jean-Guillain Cardon (1733-1788)
- François Krafft (1733-1800?)
- Eugène Godecharle (1742-1798)
- Josse-François-Joseph Benaut (1743-1794)
- Dieudonné-Pascal Pieltain (1753-1833)
- Antoine-Frédéric Gresnick (1755-1799)
- Othon Vandenbroek (1758-1832)
- Henri-Joseph de Croes (1758-1842)

## Compositeurs bohémiens et moraves
- Georg Czarth (1708-1780)
- Anton Wilhelm Solnitz (1708-1752)
- Franz Benda (1709-1786)
- Franz Xaver Richter (1709-1786)
- Johann Georg Benda (1713-1752)
- Jan Zach (1713-1773)
- Johann Stamitz (1717-1757)
- Georg Anton Benda (1722-1795)
- Joseph Benda (1724-1804)
- Jan Adam Gallina (1724-1773)
- Jiří Ignác Linek  (1725-1791)
- Joseph Anton Steffan (1726-1797)
- Florian Leopold Gassmann (1729-1774)
- František Xaver Pokorný (1729-1794)
- František Xaver Dušek (1731-1799)
- František Brixi (1732-1771)
- Josef Mysliveček (1737-1781)
- Josef Puschmann (1738-1794)
- Johann Antonín Koželuh (1738-1814)
- Johann Baptist Vanhal (1739-1813)
- Anton Zimmermann (1741-1781)
- Wenzel Pichl (1741-1805)
- Jean-Baptiste Krumpholtz (1742-1790)
- Josef Bárta (1744-1787)
- Georg Druschetzky (1745-1819)
- Carl Stamitz (1745-1801)
- Jan Nepomuk Vent (1745-1801)
- Jan Václav Kněžek (1745-1806)
- Antonio Rosetti  (1746-1792)
- František Adam Míča (1746-1811)
- Ludwig Wenzel Lachnith (1746-1820)
- Leopold Kozeluch (1747-1818)
- Josef Fiala (1748-1816)
- Vojtěch Nudera (1748-1811)
- Antonín Kraft (1749-1820)
- Anton Stamitz (1750-1800)
- Josef Reicha (1752-1795)
- Vincenc Mašek (1755-1831)
- Paul Wranitzky (1756-1808)
- Franz Krommer (1759-1831)
- Charles Bochsa (1759-1820)
- Franz Christoph Neubauer (1760-1795)
- Jan Ladislav Dussek (1760-1812)
- Anton Wranitzky (1761-1820)
- Adalbert Gyrowetz (1763-1850)

## Compositeurs britanniques
- Thomas Arne (1710-1778)
- John Collett (17??-17??)
- Samuel Arnold (1740-1802)
- William Smethergell (1751-1836)
- Thomas Erskine (1732-1781)
- Philip Hayes (1738-1797)
- John Garth (1721-1810)
- William Herschel (1738-1822)
- John Marsh (1752-1828)
- Thomas Linley le jeune (1756-1778)
- Johann Baptist Cramer (1771-1858)

## Compositeurs danois
- Johann Hartmann (1726-1793)
- Georg Gerson (1790-1825)

## Compositeurs espagnols
- Antonio Soler (1729–1783)
- Josep Duran (1730-1802)
- Cayetano Brunetti (1744–1798)
- Vicente Martín y Soler (1754–1806)
- Carles Baguer (1768–1808)
- Josep Fàbrega (v.1740-1791)

## Compositeurs français
- René Drouard de Bousset (1703-1760)
- Jacques-Philippe Lamoninary (1707-1802)
- Antoine Dard (1715-1784)
- Pierre de La Garde (1717-1792)
- Mademoiselle Duval (1718-1775)
- Jean Baur (1719-vers 1773)
- Louis Aubert (1720-1800)
- Charles-Antoine Branche (1722-1779?)
- Charles Gauzargues (1723-1801)
- Claude Balbastre (1724-1799)
- Joseph Touchemoulin (1727-1801)
- Jean-Baptiste François Guilleminot Dugué (1727-1804)
- François-André Danican Philidor (1726-1795)
- François Martin (1727-1757)
- Pierre-Montan Berton (1727-1780)
- Henri Hardouin (1727-1808)
- Pierre Gaviniès (1728-1800)
- Théodore-Jean Tarade (1731-1788)
- Louis Grénon (1734-1769)
- Jean-Jacques Beauvarlet-Charpentier (1734-1794)
- François-Joseph Gossec (1734-1829)
- Élisabeth de Haulteterre (1737-1768)
- Jean- François Tapray (1737/38-1810/19)
- Mademoiselle Guerin (née vers 1739-?)
- Guillaume Lasceux (1740-1831)
- Henri-Joseph Rigel (1741-1799)
- André-Ernest-Modeste Grétry (1741-1813)
- Simon Le Duc (1742-1777)
- Jean-Baptiste Davaux (1742-1822)
- Joseph Bologne de Saint-George (1745-1799)
- Nicolas Séjan (1745-1819)
- Nicolas Roze (1745-1819)
- Mademoiselle Beaumesnil (1748-1813)
- Jean-Frédéric Edelmann (1749-1794)
- Jean-Louis Duport (1749-1819)
- Jean-Balthasar Tricklir (1750-1813)
- Jean-Baptiste Moyne (1751-1796)
- Nicolas Dalayrac (1753-1809)
- Jean-Baptiste Bréval (1753-1823)
- Étienne Ozi (1754-1813)
- Jean-Pierre Solié (Soulier) (1755-1812)
- Joseph-François Garnier (1755-1825)
- Frédéric Blasius (1758-1829)
- François Devienne (1759-1803)
- Pierre Gaveaux (1760-1825)
- Jean-Baptiste Cardon (1760-1803)
- Étienne Nicolas Méhul (1763-1817)
- Jean-Baptiste Charbonnier (1764-1859)
- Caroline Wuiet (1766–1835)
- Louis Emmanuel Jadin (1768-1853)
- Jean-François Tapray (1738-1822)
- Rodolphe Kreutzer (1766-1831)
- Nicolas Isouard (1773-1818)
- Hyacinthe Jadin (1776-1800)
- Louis-Nicolas Séjan (1786-1849)

## Compositeurs italiens
- Fortunato Chelleri (1689-1757)
- Antonio Brioschi (1690-1756)
- Andrea Zani (1696-1757)
- Giovanni Battista Sammartini (1700-1775)
- Ferdinando Galimberti (1700-1751)
- Rinaldo di Capua (1710–1770)
- Giuseppe Clemente Dall'Abaco (1710-1805)
- Niccolò Jommelli (1714–1774)
- Francesco Zappa (1717-1803)
- Vincenzo Legrenzio Ciampi (1719-1762)
- Pietro Nardini (1722–1793)
- Francesco Antonio Uttini (1723–1795)
- Ferdinando Bertoni (1725-1813)
- Tommaso Traetta (1727-1779)
- Pasquale Anfossi (1727–1797)
- Niccolò Piccinni (1728–1800)
- Pietro Alessandro Guglielmi (1728-1804)
- Giuseppe Sarti (1729–1802)
- Antonio Sacchini (1730–1786)
- Carl Joseph Toeschi (1731-1788)
- Gaetano Pugnani (1731-1798)
- Francesco Pasquale Ricci (1732-1817)
- Giuseppe Demachi (1732-1791)
- Gian Francesco de Majo (1732–1770)
- Giacomo Tritto (1733–1824)
- Antonio Tozzi (1736–1819)
- Vincenzo Manfredini (1737–1799)
- Antonio Boroni (1738-1792)
- Giovanni Battista Borghi  (1738-1796)
- Giovanni Paisiello (1740–1816)
- Andrea Lucchesi (1741–1801)
- Luigi Boccherini (1743–1805)
- Giuseppe Gazzaniga (1743-1818)
- Gennaro Astarita (1745-1805)
- Giuseppe Maria Cambini (1746-1825)
- Felice Alessandri (1747-1811)
- Domenico Cimarosa (1749–1801)
- Antonio Salieri (1750–1825)
- Francesco Blanchi (1752-1810)
- Muzio Clementi (1752–1832)
- Niccolò Antonio Zingarelli (1752–1837)
- Luigi Caruso (1754-1823)
- Giovanni Battista Viotti (1755–1824)
- Luigi Cherubini (1760–1842)
- Giuseppe Nicolini (1762-1842)
- Simon Mayr (1763-1845)
- Valentino Fioravanti (1764–1837)
- Francesco Molino (1768–1847)
- Ferdinando Carulli (1770–1841)
- Ferdinando Paër (1771-1839)
- Gaspare Spontini (1774–1851)
- Felice Alessandro Radicati (de) (1775-1823)
- Stefano Pavesi (1779–1850)
- Niccolò Paganini (1782–1840)
- Gioachino Rossini (1792–1868)

## Compositeurs néerlandais
- Friedrich Schwindl (1737-1786)
- Carolus Antonius Fodor (1768-1846)

## Compositeurs portugais
- João de Sousa Carvalho (1745-1798)
- António Leal Moreira (1758-1819)
- Marcos Portugal (1762–1830)
- João Domingos Bomtempo (1775–1842)

## Compositeurs russes
- Ivan Khandochkine (1747–1804)

## Compositeurs suisses
- Gaspard Fritz (1716-1783)
- Édouard Du Puy (1770-1822)